# Бари Гиб
Сър Бари Алън Кромптън Гиб (на английски: Barry Alan Crompton Gibb) е британски певец, текстописец и продуцент, роден на остров Ман,, но родителите му са англичани.
По-късно семейството се мести в Англия, а през 1958 г. – в Австралия. Заедно с братята си Робин и Морис формира „Би Джийс“, която е сред най-успешните поп групи на всички времена. Триото започва кариерата си в Австралия, но постига голям успех едва когато братята се завръщат в Англия. Известен е с високия си глас – фалцет. Като текстописец на песни Гиб споделя с Джон Ленън и Пол Маккартни рекорда за шест последователни песни на първо място в Billboard Hot 100. Книгата на рекордите на Гинес нарежда Бари Гиб на второ място сред най-успешните автори на песни в историята след Пол Маккартни.

## Биография

### Детство
Бари Гиб е роден на 1 септември 1946 г. в семейството на Барбара и Хю Гиб на остров Ман. Има по-голяма сестра Лесли (р. 1945) и трима по-малки братя – близнаците Робин (1949 – 2012) и Морис (1949 – 2003), както и най-малкият Анди (1958 – 1988). Семейството им се преместват в Чорлтън-кум-Харди, предградие на Манчестър, през 1955 година. Когато е на 12 години, семейството му се премества в Бризбейн, Австралия, като се установяват в Криб Айлънд – сред най-бедните предградия на града, по-късно разрушено, за да се освободи място за летище. В Австралия Бари и братята му Робин и Морис започват да изпълняват под името „Би Джийс“. Семейство Гиб се завръща в Англия през 1967 година. Скоро след това „Би Джийс“ стават международни звезди.

### Кариера
„Би Джийс“ се класират шести по най-много продажби за всички времена. При включването им в залата на славата на рокендрола през 1997 г. на тяхната почетна грамота е написано, че само Елвис Пресли, „Бийтълс“, Майкъл Джексън, Гарт Брукс и Пол Маккартни са надминавали по продажби „Би Джийс“. Саундтракът към филма „Треска в събота вечер“, в който братята взимат сериозно участие, минава над 40 милиона продадени копия. Това е най-продаваният албум, преди да бъде надминат от Thriller на Майкъл Джексън. Те са единствената група в историята на попмузиката, която пише, продуцира и записва шест поредни хитове, стигнали номер 1. Те имат 16 номинации за Грами и девет спечелени статуетки.
През 1978 г. пет песни на Бари заемат позиции едновременно в класацията на Billboard Hot 100, и за една седмица през март четири от песните в топ 5 са написани от него. Неговите песни са били № 1 за 27 от 37 седмици, считано от 24 декември 1977 г. до 2 септември 1978 г. Като автор на песни Гиб е имал песни на първо място през 1960, 1970, 1980, 1990 и 2000 г. Неговите песни са записвани с голям брой изпълнители, сред които „Дестинис Чайлд“, Селин Дион, Feist, Хосе Фелисиано, Ал Грийн, Уайклиф Джон, Джанис Джоплин, Джими Литъл, Бари Манилоу, Оливия Нютън-Джон, Рой Орбисън, Елвис Пресли, Кени Роджърс, Даяна Рос, Нина Симон, Барбра Стрейзанд, Тина Търнър, Конуей Туити, Франки Вали, Лутър Вандрос, Сара Вон, Дженифър Уорнс, Дион Уоруик и Анди Уилиамс.
„Би Джийс“ са включени в Залата на славата на композиторите и Залата на славата на рокендрола.
На 8 май 2007 г. в предаването American Idol Гиб наставлява останалите дотогава четирима състезатели. В този кръг участниците изпълняват само песни на „Би Джийс“.
Кънтри песента на Гиб „Drown on the River“ е включена в саундтрака на филма от 2007 г. „Сделка“.
Гиб е автор на песента, използвана в началните надписи на филма „Брилянтин“, където тя е изпълнена от популярния през 50-те и 60-те години певец Франки Вали.
На 14 март 2009 г. Гиб заедно с Оливия Нютън-Джон представя едночасово изпълнение на края на 12-часов концерт на живо в Sydney Cricket Ground като част от Sound Relief – кампания за набирането на средства за жертвите от горските пожари през февруари 2009 г., които опустошават обширна силно залесена и населена зона в югоизточна Австралия. Концертът е предаван на живо по телевизията в цяла Австралия по канал Max TV.
В края на 2009 г., Бари и Робин обявяват планове отново да работят заедно като „Би Джийс“.
На 21 февруари 2012 г., Гиб осъществява първия си самостоятелен концерт в САЩ в Seminole Hard Rock Cafe във Флорида. Той изпява How Can You Mend a Broken Heart, с дъщерята на брат си Морис – Саманта Гиб, която е певица в своя собствена група. Синът на Бари, Стив, е на сцената като водещ китарист и изпълнява заедно с баща си композицията на Морис Гиб On Time.
През 2018 г. Бари Гиб е удостоен с рицарско звание, което получава официално на 26 юни от принц Чарлс в Бъкингамския дворец.

## Личен живот
На 1 септември 1970 г. (двадесет и четвъртия му рожден ден) той се жени за Линда Грей, бивша Мис Единбург. Те имат пет деца – Стивън (р. 1973), Ашли (р. 1977), Травис (р. 1981), Майкъл (роден 1984) и Александра (р. 1991).
През 1994 г. Бари Гиб, заедно с братята си Робин и Морис, е включен в Залата на славата на композиторите, а през 1997 те са представени в Залата на славата на рокендрола.
На 2 май 2004 г. Бари и Робин Гиб получават Орден на Британската империя CBE в Бъкингамския дворец с техния племенник Адам, който приема наградата от името на покойния си баща Морис Гиб.
През януари 2006 г. Гиб закупува бившия дом на певците Джони Кеш и Джун Картър Кеш в Хендерсънвил, Тенеси, възнамерявайки да го възстанови и да го превърне в убежище за писане на песни. Къщата е унищожена от пожар на 10 април 2007 г., докато се прави ремонт.
На 10 юли 2009 г. Гиб получава звание на името на Дъглас Фрийман. Наградата е връчена и на брат му Робин и посмъртно на брат му Морис.

## Законодателно лобиране
На 7 декември 2006 г. Бари Гиб, заедно с около 4500 други музиканти, публикуват цяла страница реклама във финансовия вестник „Таймс“, като призовават британското правителство да разшири съществуващите 50 години защитата на авторските права за звукозаписи в Обединеното кралство. Те предлагат да бъде удължен с мотива, че авторските права на американския стандарт е 95 години. „Честната игра за музикантите“ се разглежда като реклама и пряк отговор на доклада Gowers, публикувани от британското правителство на 6 декември 2006, в който се препоръчва запазването на 50-годишна защита за звукозаписи.

## Дискография

### Студийни албуми

#### The Kid's No Good
1970 (unreleased) All tracks written by Barry Gibb except where noted.
Side 1
- Mando Bay (or Born) – 4:48
- One Bad Thing – 3:32 (Barry Gibb, Maurice Gibb)
- The Day Your Eyes Meet Mine – 3:07 (Barry Gibb, Maurice Gibb)
- Happiness – 3:28
- Peace in My Mind – 4:10
- Clyde O'Reilly – 5:23

Side 2
- I Just Wanna Take Care of You
- I'll Kiss Your Memory – 4:26
- The Victim – 3:59
- This Time – 3:24
- What's It All About – 3:09
- Born (or Mando Bay) – 3:54

Album notes
- Recorded in February to March 1970 in London, produced by Barry Gibb.
- The album is known by this title but it is not definite. The line 'the kid's no good' features in a Bee Gees song by Barry Gibb, Come Home Johnny Bride, on the 1973 album Life in a Tin Can.
- This is most likely the intended line-up, though available sources differ as to the placement of the first and last tracks. Bootleg versions add a number of additional tracks, and one claims to be a Polydor release.
- „I'll Kiss Your Memory and This Time“ were released on a single (Polydor in much of the world, Atco in North America), which did not chart. A second single of One Bad Thing and The Day Your Eyes Meet Mine was pressed by Atco Canada but not released.

#### 1984: Now Voyager
Polydor, 1984 (MCA in North America)
Side 1
- I Am Your Driver
- Fine Line
- Face to Face
- Shatterproof
- Shine, Shine

Side 2
- Lesson in Love
- One Night (For Lovers)
- Stay Alone
- Temptation
- She Says
- The Hunter

Album notes
- To tie in with the album, Gibb filmed a video album version with a storyline, including nine of the songs and an instrumental title theme that is not on the LP or CD albums. The Now Voyager film is currently available as a Region 0 (all region) NTSC DVD. The video for Fine Line features a rarely seen Barry Gibb minus his trademark beard.
- Shine Shine reached the Top 40 in the US and the Top 10 in Adult Contemporary Charts.

#### Moonlight Madness
Polydor, 1986
Side 1
- Moonlight Madness (Barry Gibb, George Bitzer, Alan Kendall) – 5:17
- My Eternal Love (Barry Gibb, Richard Powers) – 4:37
- System of Love (Barry Gibb, Alan Kendall) – 4:14
- Where Tomorrow Is (Barry Gibb, Robin Gibb, Maurice Gibb) – 4:14
- In Search of Love (Barry Gibb, Richard Powers) – 4:18
- Cover You (Barry Gibb, Karl Richardson) – 5:15

Side 2
- The Savage Is Loose (Barry Gibb, Randy Jackson, George Bitzer) – 3:25
- Not In Love at All (Barry Gibb, Maurice Gibb, George Bitzer) – 4:22
- Words of a Fool (Barry Gibb) – 4:51
- Distant Strangers (Barry Gibb, Carlos Vega, Steve Farris, Neil Stubenhaus) – 4:01
- Change – (Barry Gibb, George Bitzer, Alan Kendall) – 4:56
- Letting Go (Barry Gibb, George Bitzer) – 3:38

Album notes
- Recorded in February to March and April to May 1986 at Middle Ear Studio, Miami Beach, produced by Barry Gibb and Karl Richardson.
- Also known as When Tomorrow Comes and My Eternal Love.
- Several songs would later appear on the Hawks soundtrack.
- A bootleg version exists, titled The Original Hawks. This disc features the entire unreleased album, as well as a number of bonus tracks.

#### 1988: Hawks (OST)
Polydor, 1988
- System of Love
- Childhood Days
- My Eternal Love
- Moonlight Madness
- Where Tomorrow Is
- Celebration De La Vie (Theme from Hawks)
- Chain Reaction
- Cover You
- Not In Love at All
- Letting Go

Album notes
- The final incarnation of the unreleased Moonlight Madness album.
- Chain Reaction is performed by Diana Ross.

### Компилации

#### 1979: The Guilty Demos
private, 1979 (unreleased) / iTunes, 2006 All tracks written by Barry and Robin Gibb except where noted.
- Guilty (Barry Gibb, Robin Gibb, Maurice Gibb) – 4:09
- Woman in Love – 3:53
- Run Wild – 4:22
- Promises – 4:14
- The Love Inside (Barry Gibb, Robin Gibb, Maurice Gibb, Andy Gibb) – 4:47
- What Kind of Fool (Barry Gibb, Albhy Galuten) – 4:04
- Life Story – 4:56
- Make It Like a Memory (Barry Gibb, Albhy Galuten) – 6:34
- Carried Away (Barry Gibb, Albhy Galuten) – 3:51
- Secrets – 3:50

Album notes
- Recorded in October 1979 at Criteria Studios, Miami, produced by Barry Gibb.
- Recorded as a guideline for Barbra Streisand.
- Finally released on iTunes in 2006 as The Guilty Demos.
- A demo of Never Give Up was also recorded, but remains unreleased.
- Carried Away and Secrets were not used on Streisand's version.

#### 1982: The Heartbreaker Demos
private, 1982 (unreleased) / iTunes, 2006 All tracks written by Barry, Robin and Maurice Gibb/
- Heartbreaker – 4:32
- It Makes No Difference (Barry Gibb, Albhy Galuten) – 4:26
- Yours – 5:00
- Take the Short Way Home (Barry Gibb, Albhy Galuten) – 4:07
- Misunderstood – 3:55
- All the Love in the World – 3:43
- I Can't See Anything (But You) (Barry Gibb, Maurice Gibb, Albhy Galuten) – 3:19
- Just One More Night (Barry Gibb, Albhy Galuten) – 3:51
- You Are My Love – 3:49

Outtakes
- Oceans and Rivers – 4:24
- Broken Bottles – 4:00
- Never Get Over You (Barry Gibb, Albhy Galuten)
- Stay Alone (Barry Gibb, George Bitzer)
- The list of songs that are not used by Dionne Warwick's version.
- And the song Stay Alone was not used, and later he recorded for his album Now Voyager.

Personnel
- Barry Gibb – vocals, guitar
- Albhy Galuten – piano, synthesiser

Album notes
- Recorded at February 1982 in Miami Beach.
- Recorded as a guideline for Dionne Warwick.
- Released on iTunes in 2006 as The Heartbreaker Demos.

#### 1983: The Eyes That See in the Dark Demos
private, 1983 (unreleased) / iTunes, 2006
- This Woman (Barry Gibb, Albhy Galuten) – 3:57
- You and I – 4:25
- Buried Treasure – 3:55
- Islands in the Stream – 3:59
- Living With You – 3:06
- Evening Star (Barry Gibb, Maurice Gibb) – 4:00
- Hold Me – 4:10
- Midsummer Nights (Barry Gibb, Albhy Galuten) – 3:41
- I Will Always Love You (Barry Gibb, Maurice Gibb) – 4:10
- Eyes That See in the Dark (Barry Gibb, Maurice Gibb) – 4:00

Personnel
- Barry Gibb – vocals, guitar
- Robin Gibb – vocals
- Maurice Gibb – guitar, bass, synthesiser
- Albhy Galuten – piano, synthesiser

Album notes
- Recorded as a guideline for Kenny Rogers. The released versions include instrumental tracks from these demos.
- Released on iTunes in 2006 as The Eyes That See in the Dark Demos.
- Gibb's demo of Islands in the Stream was not used when the song was chosen for inclusion on the 2001 Bee Gees compilation, Their Greatest Hits: The Record. Instead, Robin and Maurice, sans Barry, recorded a brand-new version.

#### 1985: The Eaten Alive Demos
private, 1985 / iTunes, 2006
- Oh Teacher – 4:01
- Experience (Barry Gibb, Robin Gibb, Maurice Gibb, Andy Gibb) – 4:46
- More and More (Barry Gibb, Andy Gibb, Albhy Galuten) – 3:02
- I'm Watching You – 3:40
- Love on the Line – 4:01
- (I Love) Being in Love With You – 4:30
- Crime of Passion – 3:43
- Don't Give Up on Each Other (Barry Gibb, George Bitzer) – 3:52

Personnel
- Barry Gibb – vocals, guitar
- Albhy Galuten – piano, synthesiser

Album notes
- Recorded at Los Angeles around March 1985.
- Recorded as a guideline for Diana Ross.
- Released on iTunes in 2006 as The Eatin Alive Demos. The spelling of Eaten was later corrected.
- Notable for their absences are Eaten Alive and Chain Reaction. Though a demo exists, the album's title track was not included as the song is currently the property of its co-author, Michael Jackson. Gibb and Albhy Galuten did not send any demo of Chain Reaction to Diana Ross, and evidently Gibb did not want to release whatever work tape they had of it.

#### Guilty Pleasures Demos
private, 2005 (unreleased) / Barry Gibb Radio, 2006
- Come Tomorrow
- Stranger in a Strange Land
- Hideaway
- It's Up to You
- Night of My Life
- Above the Law
- Without Your Love
- All Our Children
- Golden Dawn

Album notes
- Recorded as a guideline for Barbra Streisand.
- As of yet, the full-length demos have not been released. All nine songs appeared on the online Barry Gibb Radio as two- or three-minute fragments, with a fade at each end.
- Two songs are missing from the above tracklist – „(Our Love) Don't Throw It All Away and Letting Go.“ As both songs were previously released, no new demos were necessary.

## Албуми
- 1970: The Kid's No Good (неиздаден)
- 1984: Now Voyager
- 1988: Hawks (Soundtrack album)
- 2006: The Eaten Alive Demos (iTunes)
- 2006: The Guilty Demos (iTunes)
- 2006: The Eyes That See in the Dark Demos (iTunes)
- 2006: The Heartbreaker Demos (iTunes)

## Сингли
- 1969: „I'll Kiss Your Memory“
- 1970: „One Bad Thing“
- 1978: „A Day in the Life“
- 1981: „Guilty“ (дует с Барбра Стрейзанд)
- 1981: „What Kind of Fool“ (дует с Барбра Стрейзанд)
- 1984: „Face To Face“ (дует с Оливия Нютън-Джон)
- 1984: „Shine, Shine“
- 1984: „Fine Line“
- 1988: „Childhood Days“
- 2006: „Dr. Mann“
- 2006: „Underworld“
- 2007: „Drown on the River“
- 2011: „All in Your Name“ (с участието на Майкъл Джексън)
- 2011: „Daddies Little Girl“ (Barry Gibb composed this song in honor of his daughter Ali Gibb)
- 2011: „Grey Ghost“ (dedicated to the beautiful people of Japan)